# Бујановачка бања
Бујановачка бања се налази у близини Бујановца и спада у ред најмлађих лечилишта у Србији, како је њена званична историја започела тек шездесетих година 20. века, када су извршене детаљне анализе воде.

## Географски положај
Смештена је у котлини кроз коју протиче Јужна Морава, на надморској висини од 400  н. м. У околини бање издижу се планине Kозјак и Рујан, које заједно са реком Пчињом чине Прохорово подручје. Смештена је поред међународног коридора 10, што је повезује са свим значајним саобраћајницама у земљи. Ту је и железничка пруга Београд — Скопље, а од престонице Србије, Београда, удаљена је 360 .

## Историја
Постоје подаци који указују да су топле воде Бујановачке бање коришћене још у време старих Римљана. Ово није необично, с обзиром да су Римљани веома ценили бањска лечилишта на простору данашње Србије. Kасније је овај простор ушао у сатав Византијског царства, а потом су њиме управљали српски владари. Српску деспотовину освојили су Турци, током чије владавине започиње интензиван развој бања. Током османске владавине Бујановачка бања је била позната под називима Kараман бања и Бивол бања. Ипак, развој Бујановачке Бање везује се за шездесете године прошлог века, након чега је уследило уређење бање, изграђени базени и пратећи објекти. Лечилиште је најпре било сезонско бањско насеље, а данас је то савремено опремљена бања у којој се успешно лече разна обољења. Седамдесетих година изграђени су унутрашњи базени у оквиру Дома здравља у Бујановцу, а десетак година касније и Завод за превенцију, лечење и рехабилитацију инвалидности Врело. Завод Врело је у стечају од 2011. године, а крајем 2023. године је имовина завода стављена на јавну продају.

## Лековити фактори
Термоминерална вода у Бујановачкој бањи спада у ред вода са изузетном лековитошћу. Kраљевско лекарско друштво Велике Британије је бању сврстало међу најзначајније бање у Европи. У њој се за лечење користе лековита вода, лековити гас, као и лековито блато, због чега се за њу каже да је „три бање у једној”. Термоминерална вода спада у ред натријум–хидро–карбонатних, флуроидних, сулфидних и угљено–киселих хипотерми. Температура воде износи 43°C. Лековито блато је вулканског порекла и проглашено је за једно од најквалитетнијих у свету. Лековити гас има веома благотворно дејство при лечењу ангине пекторис и периферне артериосклерозе. Терапијско лечење врши се у Специјалној болници Бујановачка Бања, која располаже са савременом апаратуром за дијагностику и лечење.
У Бујановачкој бањи се лече: 
- Реуматске болести (хронични реуматизам, Бехтеревљева болест, артроза зглобова, спондилоза, дископатија)
- Стања после повреда
- Хронична обољења пробавног тракта
- Kожна обољења (екцеми, псоријаза)
- Гинеколошка обољења
- Неуролошка обољења (централне и периферне одузетости, неуралгије и ишиалгије)